# Хобли, Тина
Ти́на Хо́бли (англ. Tina Hobley; 20 мая 1972, Милл-Хилл, Лондон, Англия, Великобритания) — английская актриса.

## Биография
Тина Хобли родилась 20 мая 1972 года в Милл-Хилле (Лондон, Англия, Великобритания). Тина окончила «Webber Douglas Academy of Dramatic Art».
Тина дебютировала в кино в 1994 году, сыграв роль агента по недвижимости во втором эпизоде телесериала «Стучать». Всего Хобли сыграла в 11-ти фильмах и телесериалах.
В 1998—2001 года Тина была замужем за графическим дизайнером Стивом Уоллингтоном. В этом браке Хобли родила своего первенца — дочь Изабеллу Уоллингтон (род. апреле 1999).
С 16 декабря 2006 года Тина замужем во второй раз за музыкантом Оливером Уилером. В этом браке Хобли родила своих второго и третьего детей — дочь Оливию Китти Элис Уилер (род.19.04.2008) и сына Орсона Генри Эттвуда Уилера (род.01.03.2010).